# بیگود
ژوآو فریرا با نام مستعار بیگود (پرتغالی: Bigode; ۴ آوریل ۱۹۲۲ – ۳۱ ژوئیهٔ ۲۰۰۳) بازیکن فوتبال اهل برزیل بود.
از باشگاه‌هایی که در آن بازی کرده‌است می‌توان به باشگاه فوتبال فلومیننزه، باشگاه فوتبال فلامینگو، و باشگاه فوتبال اتلتیکو مینیرو اشاره کرد.
وی همچنین در تیم ملی فوتبال برزیل بازی کرده‌است.